# De drie wensen
De drie wensen is een Nederlandse film uit 1937 onder regie van Kurt Gerron. De film werd tegelijkertijd opgenomen met een Italiaanse versie genaamd I tre desideri in Rome waar ook deze film werd gedraaid. De film werd ook uitgebracht als De drie wenschen en staat internationaal bekend als The Three Wishes.

## Verhaal
Op een dag loopt een oude miljonair een kinderjuffrouw, Maria, tegen het lijf. Hij is onder de indruk van haar vriendelijkheid en vertelt haar dat ze drie wensen mag doen, die hij opeenvolgend tot vervulling zal laten komen. Haar eerste wens is dat haar verloofde Tino carrière maakt. Zoals hij heeft beloofd, zorgt de miljonair ervoor dat Tino een mooie carrière krijgt. Tino heeft echter enkel oog voor zijn collega, de operazangeres Cora. Uit angst hem te verliezen, besluit Maria ook zangeres te worden. Haar tweede wens is dan ook dat zij een succesvolle zangeres wordt. Als ze als zangeres successen boekt, weet Tino haar weer gauw te vinden.
Na afloop van haar eerste grote optreden besluiten Maria en Tino met elkaar te trouwen. Haar laatste wens is dat de miljonair getuige zal zijn bij hun bruiloft.

## Rolbezetting
| Acteur           | Personage                    |
| ---------------- | ---------------------------- |
| Annie van Duyn   | Maria Scudo, kinderjuffrouw  |
| Jules Verstraete | Oude miljonair               |
| Jan Teulings     | Tino Murante, Maria's vriend |
| Mimi Boesnach    | Cora Corelli, operaster      |
| Piet Bron        | Fortini                      |
| Guus Oster       | Marco, Fortini's secretaris  |
| Aaf Bouber       | Juffrouw Talloni             |
| A.M. De Jong     | Rossi, impresario            |
| Herman Bouber    | Campagni, chef van de claque |
| Kurt Gerron      |                              |
| G.J. Teunissen   | Goedmoedige Lobbes           |
| Arie Croiset     |                              |

## Achtergrond
De film is gebaseerd op een sprookje van de gebroeders Grimm. Kurt Gerron nam de film eerst in Italië op met Italiaanse films. Hij plande ook een Nederlandse versie te maken en besloot uit financiële redenen de film op dezelfde locatie op te nemen. De filmploeg en de acteurs reisden in de zomer van 1937 naar Rome voor de opnames in de pas geopende filmstudio Cinecittà. Ondanks enkele hindernissen veroorzaakt door Mussolini, duurden de opnames slechts twee weken lang.
Vlak voor de première kwam De drie wensen slecht in de publiciteit en hij leverde daarom slechts 5.000 gulden op. Ook de pers sprak niet positief over het eindresultaat en schreef dat de film geen Hollands karakter had. Een criticus schreef dat 'zij is niet eens slechter dan vele van haar voorgangers, doch de grote moeilijkheid is, dat zij evenmin beter is.'
De rol van Annie van Duyn zou oorspronkelijk gespeeld worden door Lien Deyers.